# Sennefer (sumo sacerdote de Ptah)
| T22 | F35 | A1 |

| T22 | F35 | A1 |

Sennefer fue un sumo sacerdote de Ptah en Menfis durante la Dinastía XVIII de Egipto. Vivió  a finales del reinado de Tutmosis III y probablemente continuó en el cargo en tiempos de su hijo Amenhotep II.

## Genealogía
Sennefer probablemente provendría de una familia noble de Heracleópolis cuyas tumbas se encuentran en la necrópolis de la ciudad en el sitio de Sedment.
Se le encuentra mencionado en una estela encontrada en la tumba donde su hija Sherit-Ra, su hijo Nebnajt, profeta de Herishef y su nieto Amenmose, sacerdote de Herishef, están enterrados.

## Cargos
En la anterior tumba familiar, Sennefer lleva los títulos de "el más grande de los videntes" en Heliópolis, que es el título principal de los sumos sacerdotes de Ra, sacerdote sem y "el más grande de los maestros de los artesanos", siendo estos dos últimos los principales títulos del sumo sacerdote de Ptah en el Imperio Nuevo. 
También nos han llegado hasta nuestros días algunos otros restos arqueológicos con el título de sumo sacerdote:
- Aparece en una vasija de libaciones dedicado por uno de sus posteriores sucesores al escalón superior del clero de Menfis, Pahemnetjer que vivió en la segunda mitad de la dinastía XIX. Este vasija de libaciones se conserva en el Museo Egipcio de El Cairo, y probablemente formaba parte del mobiliario litúrgico de uno de los santuarios de Ptah de Menfis. Allí es designado como "el grande de los maestros de los artesanos y de los sacerdotes sem".[2]
- Dos vasos canopos de alabastro de la tumba de Sennefer, uno de ellos ahora en el Museo de antigüedades de Leiden y el segundo en el Museo del Cincuentenario de Bruselas. En este último Sennefer lleva dos títulos que se encuentran en la vasija de El Cairo, mientras que en el de Leiden se declara además como "el superior de los profetas".[3]

Esta última mención tiene su importancia porque es probable que Sennefer, además de haber sido sumo sacerdote de Ra y de Ptah, hubiese tenido el control sobre todos los colegios de profetas de la región o hasta de todo el país.
Esto permite situar el período en que Sennefer ejerció su pontificado durante la segunda parte del reinado de Tutmosis III que habría sido el primer faraón que inició la práctica de encomendar a los grandes pontífices de Menfis el cargo de lo que sería el ministro de cultos del país. De hecho, esta función también ha sido ocupada por Ptahmose II que vivió durante el reinado de Amenhotep II, hijo y sucesor de Tutmosis III. Ptahmose II probablemente heredó las funciones de Sennefer, siendo su directo sucesor al pontificado menfita.
Por esta concentración de poderes religiosos en las manos del sumo sacerdote de Ptah, el rey habría tratado de reequilibrar el sistema político hacia el norte del reino para hacer frente al creciente poder del clero de Amón de Tebas.

## Tumba
La tumba de Sennefer no se ha encontrado hasta ahora, aunque sí los vasos canopos que procedían de ella. Es probable que se pueda situar en Sedment, en la necrópolis donde la mayoría de los miembros de su familia están enterrados, pero también es igual de probable que pudiera encontrarse en la necrópolis del Imperio Nuevo en Saqqara, donde se han encontrado la mayoría de las tumbas de los sumos sacerdotes de Ptah de este período.